# 모리셔스의 국가
어머니의 나라(Motherland)는 모리셔스의 국가이다. 장 조르주 프로스페르(Jean Georges Prosper)가 작사, 필리프 장틸(Philippe Gentil M.B.E.)이 작곡하였다.

## 가사
Glory to thee,
Motherland, oh motherland of mine,
Sweet is thy beauty,
Sweet is thy fragrance,
around thee we gather,
as one people,
as one nation,
In peace, justice and liberty,
Beloved country may God bless thee,
for ever and ever.

## 프랑스어해석
Gloire à toi (Île Maurice),
(Île Maurice,) Ô ma mère patrie,
Fraîche est ta beauté,
Doux est ton parfum,
Nous voici tous debout,
En un seul peuple,
Une seule nation,
En paix, justice et liberté,
Pays bien aimé,
Que Dieu te bénisse,
Aujourd'hui et toujours.

## 해석
영광스러운 그대여
오, 어머니의 나라는 우리의 것이라.
달콤한 아름다움과
달콤한 향수는
우리 주위를 끌어 모으네.
하나의 국민과
하나의 조국은
평화롭고 정의롭고 자유로운 곳이라.
사랑하는 주께서 지켜 주시네.
이제 변함이 없으리라.

## 같이 보기
- 모리셔스의 국장
- 국가 목록